# Albanesi della Macedonia del Nord
Gli albanesi in Macedonia del Nord (in albanese Shqiptarët në Maqedoninë e Veriut; in macedone Македонски Албанци?) rappresentano il secondo gruppo etnico più numeroso della Macedonia del Nord, dopo i macedoni.
Dei 2 022 547 abitanti della Macedonia del Nord, 509 083, pari al 25,2%, sono albanesi secondo il censimento nazionale del 2002. La minoranza albanese è concentrata principalmente nell'area occidentale, nord-occidentale e parzialmente centrale del paese con piccole comunità situate nel sud-ovest. Le più grandi comunità albanesi si trovano nei comuni di Tetovo (70,3% della popolazione totale), Gostivar (66,7%), Debar (58,1%), Struga (56,8%), Kičevo (54,5%), Kumanovo (25,8%) e Skopje (20,4%).

## Storia

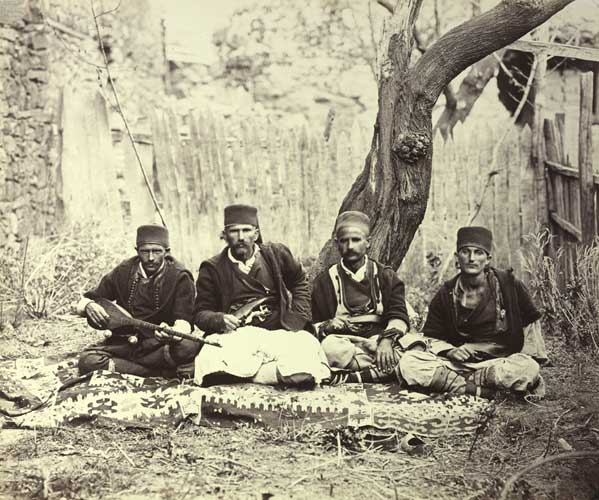
Albanesi di Debar nel 1863

Poco dopo la sconfitta della Turchia da parte della Lega balcanica, una conferenza degli ambasciatori delle Grandi Potenze (Gran Bretagna, Germania, Russia, Austria-Ungheria, Francia e Italia) si riunì a Londra nel dicembre 1912 per risolvere le questioni in sospeso sollevate dal conflitto attraverso un trattato di pace.
Con il sostegno dato agli albanesi dall'Austria-Ungheria e dall'Italia, la conferenza decise di creare uno stato indipendente dell'Albania, che divenne realtà nel 1913. Tuttavia, i confini del nuovo stato furono tracciati in modo tale che ampie aree con popolazioni albanesi rimasero al di fuori dell'Albania, compresa l'area che sarebbe diventata la Repubblica Socialista di Macedonia.
Quando nel 1946 fu istituita la Repubblica socialista di Macedonia, la costituzione garantiva il diritto delle minoranze allo sviluppo culturale e al libero uso della loro lingua. Immediatamente furono introdotte scuole e classi in lingue minoritarie, per contrastare l'alta percentuale di analfabetismo tra questi gruppi. Nei due decenni successivi, il partito comunista ha introdotto continuamente misure intese a promuovere l'incorporazione della comunità albanese nella vita economica e sociale del nuovo stato socialista attraverso l'istruzione, la formazione professionale e le opportunità sociali.
Dalla fine della seconda guerra mondiale, la popolazione della Repubblica socialista di Macedonia è cresciuta costantemente, con i maggiori aumenti che si sono verificati nella comunità etnica albanese. Dal 1953 fino al momento dell'ultimo censimento del 2002 (i primi risultati sono stati pubblicati nel dicembre 2003), la percentuale di albanesi che vivono nella Macedonia del Nord è aumentata fino al 25,2%. La maggior parte degli albanesi etnici vive nella parte occidentale del paese. L'incremento netto negli ultimi 30 anni è stato di circa 100.000 albanesi. 

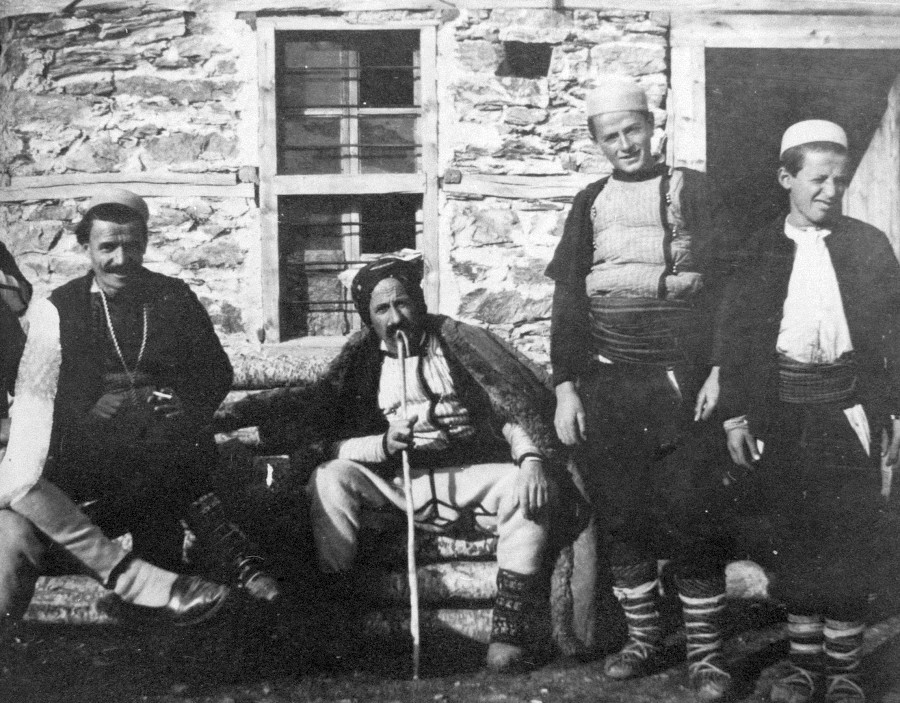
Albanesi di Štirovica, Gostivar nel 1907

Alla fine degli anni '80, quando fu revocata l'autonomia della provincia del Kosovo e la repressione della popolazione albanese aumentò notevolmente, simili sviluppi si verificarono anche nella Repubblica socialista di Macedonia. La lingua albanese fu rimossa dall'uso pubblico, alle famiglie albanesi fu vietato di nominare i propri figli con nomi albanesi perché causava divisioni con le altre comunità della repubblica e, infine, per abbassare il tasso di natalità significativamente alto della popolazione albanese, alle famiglie albanesi era vietato avere più di due figli. Questa campagna di assimilazione può essere chiaramente vista dal fatto che nel 1990 la Costituzione modificata ha ridefinito lo stato da "uno stato del popolo macedone e delle nazionalità albanese e turca" a uno "stato nazionale del popolo macedone".
Nel 1994 il Rapporto sui diritti umani in Macedonia del Dipartimento di Stato americano riferì che esistevano le seguenti forme di discriminazione contro l'etnia albanese: accesso limitato ai media e all'istruzione in lingua albanese; scarsa rappresentanza nei lavori del settore pubblico; scarsa rappresentanza nel corpo di polizia; scarsa rappresentanza nel corpo degli ufficiali militari; negazione della cittadinanza a molti residenti di lunga data di etnia albanese in Macedonia, nonché discriminazione nel processo di richiesta di cittadinanza; e il disegno ingiusto dei distretti elettorali che diluisce la loro forza di voto.
Nelle elezioni del settembre 2002, una coalizione preelettorale guidata dall'SDSM ha vinto la metà dei 120 seggi in parlamento. Branko Crvenkovski è stato eletto Primo Ministro in coalizione con il partito di etnia albanese Unione Democratica per l'Integrazione (DUI) e il Partito Liberal-Democratico (LDP).
Il 26 novembre 2019 un terremoto ha colpito l'Albania. Gli albanesi della Macedonia del Nord hanno risposto in gran numero all'appello del governo albanese per l'assistenza finanziaria attraverso donazioni a varie organizzazioni umanitarie e raccolte di fondi su conti bancari speciali per gli aiuti.

## Popolazione
Secondo i dati del censimento ufficiale (tenuto ogni 10 anni), nel 1953 gli albanesi rappresentavano il 19% della popolazione totale. La popolazione è scesa al 13% nel 1961, ma è cresciuta di nuovo nel 1971 al 17%. Il gruppo formava il 19,7% nel 1981 e il 21% nel 1991. All'ultimo censimento del 2002, la popolazione albanese costituiva il 25,2% del totale. Ethnologue nel 2002 stimava circa 500.000 persone che parlavano la lingua albanese nella Macedonia del Nord. Nel decennio trascorso da quando la repubblica ha dichiarato l'indipendenza dalla Jugoslavia, alcuni albanesi hanno affermato di rappresentare il 30% della popolazione e hanno chiesto un'adeguata quota di potere. Dall'altro lato, i macedoni di etnia macedone hanno affermato che gli albanesi erano appena il 20%. Tuttavia, il numero più ampiamente accettato degli albanesi nella Macedonia del Nord è quello stabilito secondo il censimento del 2002, monitorato a livello internazionale. I dati del censimento hanno stimato che gli albanesi rappresentano circa il 25,2% della popolazione totale. Il censimento del 2012 non si è tenuto, poiché boicottato dai partiti politici albanesi. Nelle elezioni parlamentari macedoni del 2008, i partiti politici albanesi hanno ricevuto il 22,61% del totale dei voti, pari a 29 dei 120 seggi dell'Assemblea nazionale.
La lingua albanese è coufficiale a livello statale (escluso nei settori della difesa, della polizia statale e della politica monetaria) e nelle unità di autogoverno locali dove i locutori costituiscono almeno il 20% della popolazione. Il cambiamento di status si è verificato nel 2019 quando l'uso della lingua albanese non è stato più geograficamente limitato. La nuova legge ha esteso l'uso ufficiale dell'albanese a tutto il Paese, facilitando la comunicazione in albanese con le istituzioni. In base alla nuova legislazione, il macedone continua ad essere la lingua ufficiale principale, mentre l'albanese può essere utilizzato come seconda lingua, anche a livello nazionale nelle questioni ufficiali. La legislazione prevede anche che tutte le istituzioni pubbliche del paese forniscano traduzioni in albanese nel loro lavoro quotidiano.
La popolazione albanese nel paese è in gran parte rurale con gli albanesi etnici che formano la maggioranza o la pluralità solo in 3 delle 34 città del paese.

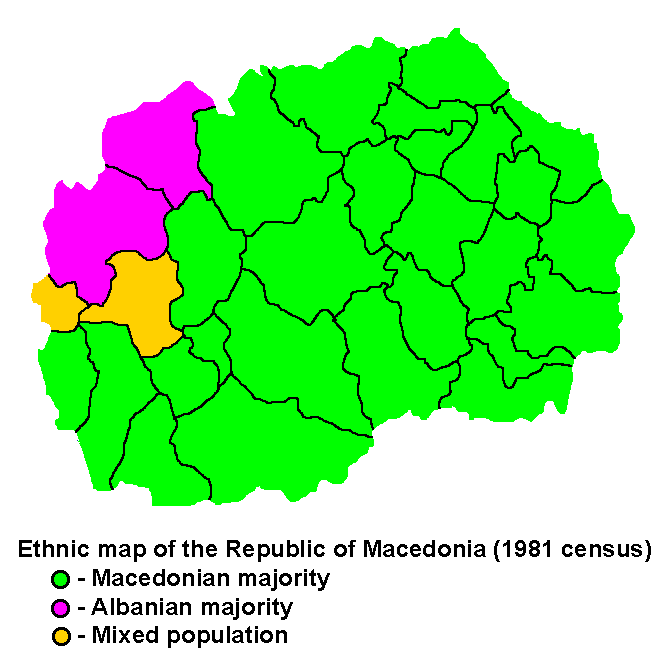
Albanesi nella Macedonia del Nord, secondo il censimento del 1981
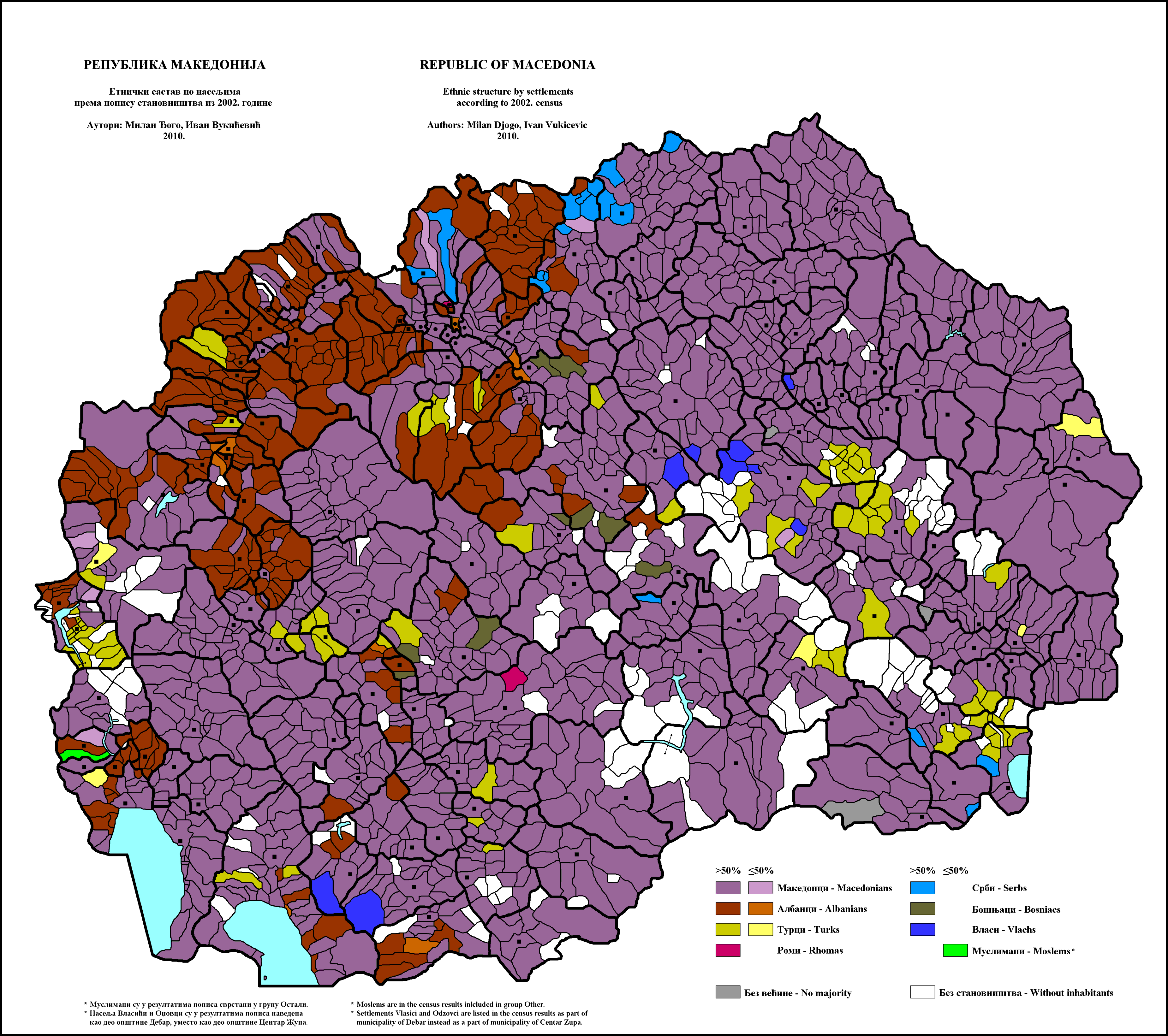
Gruppo etnico predominante per insediamento con albanesi in marrone, censimento 2002
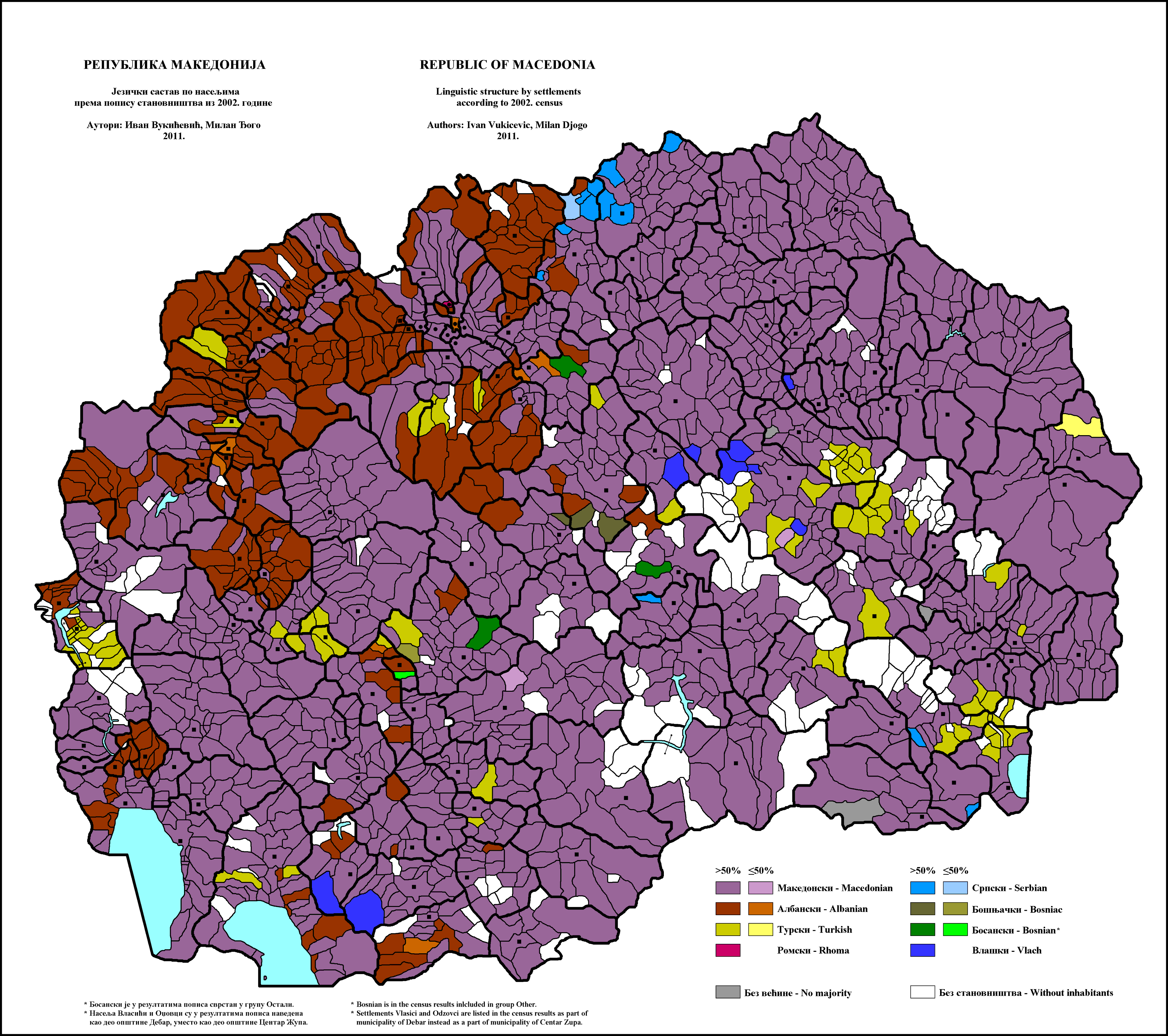
Gruppi linguistici per insediamento con lingua albanese in marrone, censimento 2002
Maggioranza dei gruppi etnici della Macedonia del Nord per comune, censimento 2002

Circa il 35% dei neonati nella Macedonia del Nord appartiene alla minoranza etnica albanese. Nel 2017 21.754 bambini sono nati nella Repubblica di Macedonia. L'appartenenza etnica di questi neonati era: 11.260 (51,76%) macedone; 7.404 (34,03%) albanese; 940 (4,32%) turco; 1.276 (5,87%) Rom; 40 (0,18%) aromeno; 129 (0,59%) serbo; 213 (0,98%) bosgnacco; 492 (2,26%) di altra appartenenza etnica o sconosciuto. 
| Gruppo etnico           | 1994   | 1994   | 2002   | 2002   | 2012   | 2012   | 2017   | 2017   |        |   |        |   |        |   |        |   |
| Gruppo etnico           | Numero | %      | Numero | %      | Numero | %      | Numero | %      | Numero | % | Numero | % | Numero | % | Numero | % |
| ----------------------- | ------ | ------ | ------ | ------ | ------ | ------ | ------ | ------ | ------ | - | ------ | - | ------ | - | ------ | - |
| Macedoni                | 16.704 | 49.88  | 13.639 | 49.13  | 11.995 | 50.89  | 11.260 | 51.76  |        |   |        |   |        |   |        |   |
| Albanesi                | 12.010 | 35.86  | 10.118 | 36.45  | 8.035  | 34.09  | 7.404  | 34.03  |        |   |        |   |        |   |        |   |
| Turchi                  | 1.616  | 4.83   | 1.202  | 4.33   | 1.092  | 4.63   | 940    | 4.32   |        |   |        |   |        |   |        |   |
| Rom                     | 1.378  | 4.11   | 1.678  | 6.04   | 1.552  | 6.59   | 1.276  | 5.87   |        |   |        |   |        |   |        |   |
| Serbi                   | 403    | 1.20   | 168    | 0.61   | 125    | 0,53   | 129    | 0,59   |        |   |        |   |        |   |        |   |
| Bosgnacchi              |        |        |        |        | 251    | 1.06   | 213    | 0.98   |        |   |        |   |        |   |        |   |
| Valacchi (Aromeni)      | 25     | 0,07   | 23     | 0,08   | 37     | 0.16   | 40     | 0.18   |        |   |        |   |        |   |        |   |
| altro / non specificato | 1.351  | 4.03   | 933    | 3.36   | 481    | 2.04   | 492    | 2.26   |        |   |        |   |        |   |        |   |
| Totale                  | 33.487 | 33.487 | 27.761 | 27.761 | 23.568 | 23.568 | 21.754 | 21.754 |        |   |        |   |        |   |        |   |

### Comuni a maggioranza albanese
Degli 80 comuni del paese, 15 hanno una maggioranza etnica albanese a seguito delle riforme territoriali macedoni del 2013. 
| Stemma Амблем Stemë                                                                                                 | Comune Општина Komunë  | Area km² (sq mi)            | Insediamenti Населени места Vendbanime | Popolazione (2002) | Popolazione (2002) | Sindaco Градоначалник Kryetar/e |
| Stemma Амблем Stemë                                                                                                 | Comune Општина Komunë  | Area km² (sq mi)            | Insediamenti Населени места Vendbanime | Totale             | %                  | Sindaco Градоначалник Kryetar/e |
| --- | ---------------------- | --------------------------- | -------------------------------------- | ------------------ | ------------------ | ------------------------------- |
| | Aračinovo Haraçinë     | 31,3 km² (12,1 mi²)         | 4                                      | 10 789             | 93.8%              | Milikie Halimi (LSDM)           |
| | Bogovinje Bogovinë     | 141,65 km² (54,69 mi²)      | 14                                     | 27 614             | 95.2%              | Besnik Emshiu (BDI)             |
| | Brvenica Bërvenicë     | 164,3 km² (63,4 mi²)        | 10                                     | 9 770              | 61.6%              | Enver Pajaziti (I)              |
| | Čair Çair              | 3,52 km² (1,36 mi²)         | 1                                      | 36 921             | 57.0%              | Visar Ganiu (BDI)               |
| | Debar Dibër            | 145,67 km² (56,24 mi²)      | 18                                     | 11 348             | 58.1%              | Hekuran Duka (BDI)              |
| *Il comune di Dolneni è amministrato da un sindaco albanese, benché la sua popolazione albanese sia pari al 26.37%. |                        |                             |                                        |                    |                    |                                 |
| | Gostivar               | 513,39 km² (198,22 mi²)     | 34                                     | 54 038             | 66.7%              | Arben Taravari (ASH)            |
| | Kičevo Kërçovë         | 838 km² (324 mi²)           | 80                                     | 30 927             | 54.5%              | Fatmir Dehari (BDI)             |
| | Lipkovo Likovë         | 267,82 km² (103,41 mi²)     | 23                                     | 26 360             | 97.4%              | Erkan Arifi (BDI)               |
| | Saraj                  | 229,06 km² (88,44 mi²)      | 23                                     | 32 408             | 91.5%              | Blerim Bexheti (BDI)            |
| | Struga Strugë          | 483 km² (186 mi²)           | 49                                     | 36 029             | 56.8%              | Ramiz Merko (BDI)               |
| | Studeničani Studeniçan | 276,16 km² (106,63 mi²)     | 20                                     | 11 793             | 68.4%              | Azem Sadiku (PDSH)              |
| | Tearce Tearcë          | 136,54 km² (52,72 mi²)      | 13                                     | 18 950             | 84.4%              | Isen Asani (BDI)                |
| | Tetovo Tetovë          | 261,89 km² (101,12 mi²)     | 20                                     | 60 886             | 70.4%              | Bilall Kasami (Levizja Besa)    |
| | Vrapčište Vrapçisht    | 157,98 km² (61,00 mi²)      | 15                                     | 21 101             | 83.1%              | Isen Shabani (ASH)              |
| | Želino Zhelinë         | 201,04 km² (77,62 mi²)      | 18                                     | 24 195             | 99.2%              | Blerim Sejdiu (Besa)            |
| — | 15                     | 3 851,32 km² (1 487,00 mi²) | 342                                    | 413 129            | —                  | —                               |

## Cultura

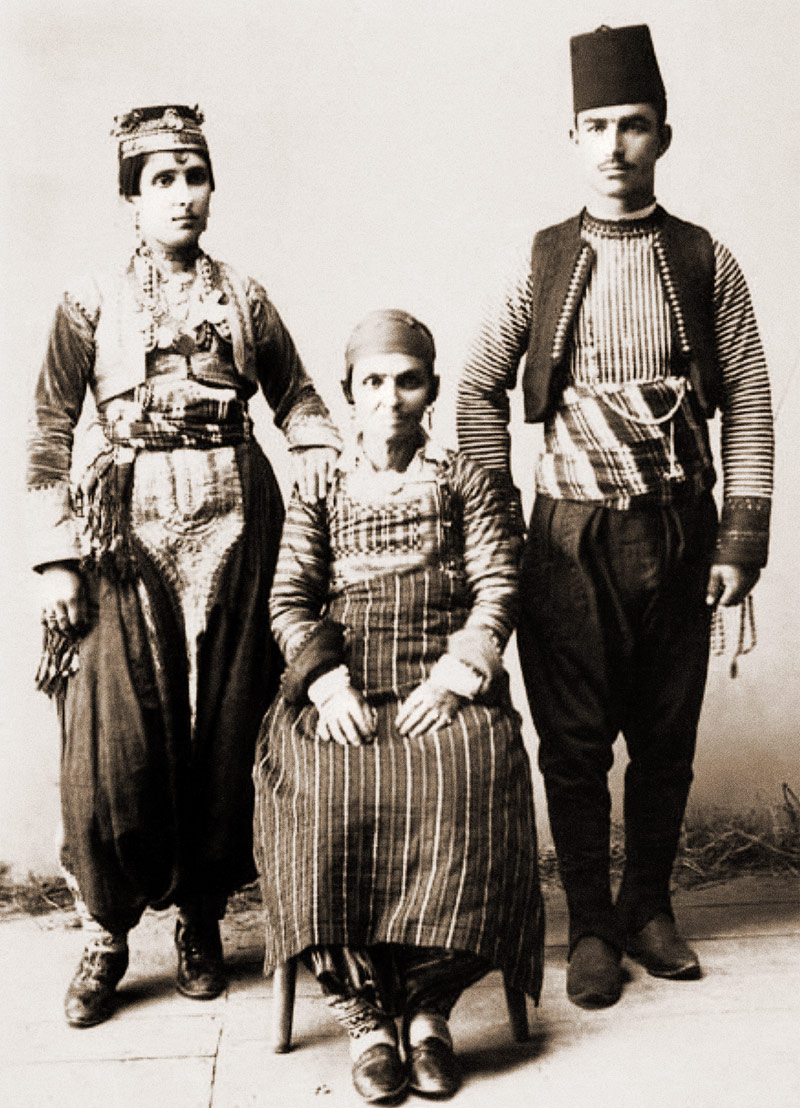
Famiglia cattolica albanese di Skopje

I dialetti della lingua albanese parlati sono ghego, per la maggioranza, e tosco in alcune parti del sud. L'istruzione in lingua albanese è fornita a tutti i livelli, compresi i livelli universitari, come nell'Università statale di Tetovo e nell'Università dell'Europa sudorientale, anch'essa situata a Tetovo.
Pjetër Bogdani (1630-1689 circa), noto in italiano come Pietro Bogdano, è lo scrittore più originale della prima letteratura albanese. È autore del Cuneus Prophetarum (La banda dei profeti) del 1685, la prima vasta opera in prosa scritta originariamente in Albania. Nato a Gur i Hasit, Has, vicino al distretto di Kukës, in Albania, intorno al 1630, Bogdani fu educato nelle tradizioni della Chiesa cattolica a cui dedicò tutte le sue energie. Suo zio Andrea o Ndre Bogdani (1600-1683 ca.) era arcivescovo di Skopje e autore di una grammatica latino-albanese, oggi perduta.

## Religione
La stragrande maggioranza degli albanesi in Macedonia del Nord è musulmana. Rispetto agli albanesi dell'Albania tra gli albanesi della Macedonia del Nord l'identità islamica è molto più forte e radicata, così come la pratica religiosa. Vi sono anche alcune centinaia di famiglie cattoliche; il membro più illustre della comunità cattolica albanese della Macedonia del Nord fu Madre Teresa di Calcutta. Sussistono anche piccole comunità albanesi cristiane ortodosse, in gran parte assimilate dalla maggioranza slava macedone.

## Politica
La Macedonia del Nord ha alcuni partiti albanesi. L'Unione Democratica per l'Integrazione (DUI) e il Partito Democratico degli Albanesi sono i due maggiori partiti politici albanesi nel paese. Nelle elezioni parlamentari macedoni del 2008, DUI ha ottenuto l'11,3% dei voti totali, mentre DPA ha ottenuto il 10,1%. Tuttavia, a causa delle lotte preelettorali tra i due principali partiti politici albanesi, alcune aree albanesi del paese hanno rivotato.
Nelle elezioni parlamentari macedoni del 2011, i partiti albanesi hanno ricevuto il 20,96% del voto popolare totale. DUI ha ricevuto il 10,2% dei voti, ottenendo 15 seggi, con una perdita di 3 seggi dalle elezioni precedenti. DPA ha ricevuto il 5,9% dei voti, vincendo 8 seggi, il che è anche un calo di 3 seggi rispetto alle elezioni del 2008. Il terzo partito albanese a ricevere seggi in parlamento è il partito Rinascita Democratica Nazionale che ha ricevuto due seggi con il 2,7% dei voti.
Nelle elezioni del 2014, tre partiti albanesi, DUI, DPA e NDP hanno vinto rispettivamente 19 seggi, sette seggi e un seggio su 123 seggi totali. I partiti di etnia albanese hanno ricevuto poco meno del 21% del voto popolare totale.

## Discriminazione e albanofobia

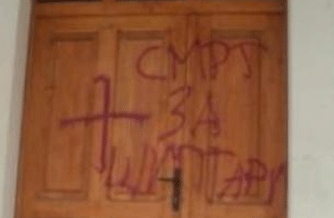
Scritta anti-albanese in macedone su una moschea, che significa "morte agli albanesi"

Le tensioni etniche sono ribollite in Macedonia del Nord dalla fine di un conflitto armato nel 2001, quando l'Esercito di liberazione nazionale albanese ha attaccato le forze di sicurezza della Macedonia con l'obiettivo di garantire maggiori diritti e autonomia alla minoranza etnica albanese.
L'Accademia macedone per la scienza e l'arte è stata accusata di albanofobia nel 2009 dopo aver pubblicato la sua prima enciclopedia in cui si affermava che l'endonimo albanese, Shqiptar, significa "montanaro" ed è utilizzato principalmente da altri popoli balcanici per descrivere gli albanesi, se usato nelle lingue slave meridionali l'endonimo è considerato dispregiativo dalla comunità albanese. L'enciclopedia affermava anche che gli albanesi si stabilirono nella regione nel XVI secolo. La distribuzione dell'enciclopedia è stata interrotta dopo una serie di proteste pubbliche.
Il 12 aprile 2012, cinque civili di etnia macedone sono stati uccisi a colpi d'arma da fuoco presumibilmente da albanesi etnici in un attacco noto come omicidi nel lago Železarsko. Il 16 aprile 2012, sulla scia dell'attacco, si è tenuta a Skopje una protesta anti-albanese da parte di macedoni in cui i partecipanti sono stati registrati mentre cantavano "un buon Shqiptar è uno Shqiptar morto" e "camere a gas per gli Shqiptar".
Il 1º marzo 2013 a Skopje, una folla di macedoni etnici ha protestato contro la decisione di nominare Talat Xhaferi, un politico di etnia albanese, come ministro della Difesa. La protesta è diventata violenta quando la folla ha iniziato a lanciare pietre e ad attaccare sia gli astanti albanesi che gli agenti di polizia. La polizia denunciò 3 civili feriti, cinque agenti di polizia feriti e molti danni alla proprietà privata, sebbene l'ospedale della città abbia riferito di aver curato cinque uomini albanesi gravemente feriti, due dei quali in unità di terapia intensiva. Durante questa protesta parte della folla ha bruciato la bandiera albanese.
Nel 108º anniversario del Congresso di Manastir il museo dell'alfabeto albanese a Bitola è stato vandalizzato, le finestre e le porte sono state rotte. Sul portone del museo è stato posto un poster con la scritta "Morte agli albanesi" e con il disegno di un leone che taglia le teste dell'aquila bicipite albanese. Una settimana dopo questo incidente, il giorno della Dichiarazione di indipendenza albanese, graffiti con gli stessi messaggi, come quelli della settimana precedente, sono stati collocati sulla direzione del Parco nazionale del Pelister.

### Problemi attuali
Tra i disoccupati gli albanesi sono fortemente sovrarappresentati. Nelle istituzioni pubbliche così come in molti settori privati sono invece sottorappresentati. Devono anche affrontare discriminazioni da parte di funzionari pubblici e datori di lavoro. Secondo il Country Report on Human Rights 2012 degli Stati Uniti per la Macedonia "alcuni ministeri hanno rifiutato di condividere le informazioni sulla composizione etnica dei dipendenti". Lo stesso rapporto ha anche aggiunto:
«...gli albanesi etnici e altre minoranze nazionali, con l'eccezione di serbi etnici e valacchi, erano sottorappresentati nel servizio civile e in altre istituzioni statali, inclusi i militari, le forze di polizia e i servizi di intelligence, poiché così come i tribunali, la banca nazionale, le dogane e le imprese pubbliche, nonostante gli sforzi per reclutare candidati qualificati da queste comunità. Gli albanesi etnici costituivano il 18% del personale dell'esercito, mentre le comunità minoritarie nel loro complesso rappresentavano il 25% della popolazione secondo le statistiche fornite dal governo.»
A partire dal 2019 la lingua albanese è una lingua coufficiale nel paese.